# Tepih-bombardiranje
Tepih-bombardiranje označava bombardiranje većih područja s različitim sredstvima za bombardiranje, pri čime nije cilj uništiti pojedine objekte, nego čitavo područje (bilo vojno ili civilno).
Na živote civila se prilikom masovnog bombardiranja ne uzima obzir. Ponekad su civili čak eksplicitno cilj napada. Očekuje se primjerice uništavanje ratne industrije, neprijateljskih položaja i / ili oslabiti lojalnost stanovništva neprijateljske države.
Prvo tepih-bombardiranje u povijesti je bio napad njemačke Legije Condor u baskijskom gradu Guernici tijekom Španjolskog građanskog rata 1937.